# Lidia De Federicis
Lidia De Federicis (Torino, 21 giugno 1930 – Torino, 28 giugno 2011) è stata una critica letteraria e insegnante italiana. Insegnò per molti anni latino e greco al liceo classico torinese “Vincenzo Gioberti“ di cui l’attuale biblioteca è in sua memoria.

## Biografia
La madre cuneese, sarta, e il padre, abruzzese, piccolo funzionario statale, formavano una famiglia di ceto medio-basso, come raccontato da Lidia De Federicis stessa in Notizie personali.
Si laureò all'Università di Torino discutendo con Giovanni Getto una tesi di letteratura italiana su Poliziano.
Negli anni sessanta militò nella sinistra lombardiana del PSI e nella CGIL-Scuola. Dopo alcuni anni di insegnamento al Liceo classico "Giambattista Bodoni" di Saluzzo (periodo in cui la scuola superiore in Italia era ancora un mondo decisamente al maschile), dal 1959 al 1986 fu docente di italiano e latino al Liceo classico torinese "Vincenzo Gioberti".
Con Remo Ceserani, a partire dal 1979, pubblicò per Loescher i dieci volumi del manuale Il materiale e l'immaginario, opera-laboratorio considerata "illuminista" e strumento di rinnovamento dell'insegnamento della letteratura italiana, vista nel contesto storico, sociale, antropologico e nei rapporti con le culture letterarie e filosofiche degli altri paesi.
Nel 1984 fondò con Gian Giacomo Migone L'Indice dei libri del mese, della cui redazione fece parte scrivendo molte recensioni sulla narrativa italiana contemporanea. Altre riviste a cui collaborò: Belfagor, Leggendaria, L'immaginazione.
Nel 1991, insieme a Franco Brioschi, Remo Ceserani, Costanzo di Girolamo, Giulio Ferroni, Franco Marenco, Giuseppe Sertoli, fondò la rivista semestrale L'asino d'oro (Loescher, 1991-1994).
Oltre a Ceserani e alle persone prima citate, intrattenne rapporti di lavoro e di amicizia con Giovanni Arpino, Cesare Cases, Dario Cecchetti, Anna Chiarloni, Anna Grazia D'Oria, Elvio Fachinelli, Marialaura Gardoncini, Piero Manni, Cesare Pianciola, Carlo Ferdinando Russo.
Come membro del consiglio direttivo del Comitato Torinese per la Laicità della Scuola, fondato nel 1983 da Carlo Ottino, difese il principio del separatismo tra Stato e confessioni religiose e la scuola pubblica come strumento di emancipazione sociale.
Dopo la sua scomparsa, è stata ricordata con un ampio servizio di testimonianze, curato da Luisa Ricaldone nella rivista L'immaginazione.
Nel 2016 il Liceo Gioberti e la casa editrice Loescher hanno commemorato la sua figura di insegnante e intellettuale presso la scuola dove insegnò per più di 25 anni. Nello stesso anno, il Centro di documentazione ricerca e studi sulla cultura laica "Piero Calamandrei" di Torino si è ispirato a un suo scritto nel convegno Scritture laiche. Riflessioni su laicità e letteratura contemporanea a partire da un testo di Lidia De Federicis.

## Opere
- con Giovanni Arpino, Il Novecento. Antologia della critica letteraria e dei narratori e poeti italiani, Torino, Petrini, 1971
- con Laura Marchiaro, Giuliana Tedeschi, Francesco De Bartolomeis, Lettura e ricerca, Torino, Loescher, 1973
- con Laura Marchiaro, Giuliana Tedeschi, Francesco De Bartolomeis, L'esperienza e le parole, Torino, Loescher, 1981
- La nuova antologia, Torino, Loescher, 1986
- Italo Calvino e La giornata d'uno scrutatore, Torino, Loescher, 1989
- Negli anni Sessanta e Settanta la scuola italiana, in Nicola Tranfaglia (a cura di), Crisi sociale e mutamento dei valori. L'Italia negli anni sessanta e settanta, Torino, Tirrenia Stampatori, 1989, pp. 195–207
- Prove a carico. Due anni di percorsi nella narrativa italiana, Torino, L'Indice dei Libri del mese, 1997 (raccolta degli articoli apparsi sull'Indice nella rubrica Percorsi della narrativa italiana dal gennaio 1995 all'aprile 1997)
- Letteratura e storia, Roma-Bari, Laterza, 1998 (nella collana Alfabeto letterario, diretta insieme a Ceserani)
- Le donne nella scuola, in Belfagor, 31 maggio 2000, pp. 337–543
- E tu fingi? Cronache dell'immagine narrativa in sette anni (1993-2002), Torino, Trauben, 2002 (raccolta degli articoli apparsi sull'Indice dal gennaio 1995 all'aprile 2002)
- Il romanzo della scuola, in Belfagor, 31 marzo 2002, pp. 223–233
- Il rapporto fra vita e letteratura nella nuova narrativa italiana, in Belfagor, 30 settembre 2003, pp. 582–588
- Del raccontare. Saggi affettivi, San Cesario di Lecce, Manni, 2004 (raccolta di saggi e interventi dal 2000 al 2004 sul tema: raccontare /autobiografia/rapporto fra narrato e vissuto)
- Corpo di donna nella narrativa italiana 1984-2004, in Belfagor, 30 settembre 2006, pp. 555–564
- Cultura e vita politica a Torino 1960-1969. La sinistra socialista,  in Belfagor, 30 novembre 2007, pp. 665–672
- Laicità nell'insegnamento degli studi letterari, in Laicità, n. 2, giugno 2008, pp. 6–7
- Romanzo di gente che scrive, in Belfagor, 31 marzo 2009, pp. 187–191